# Laurieston House

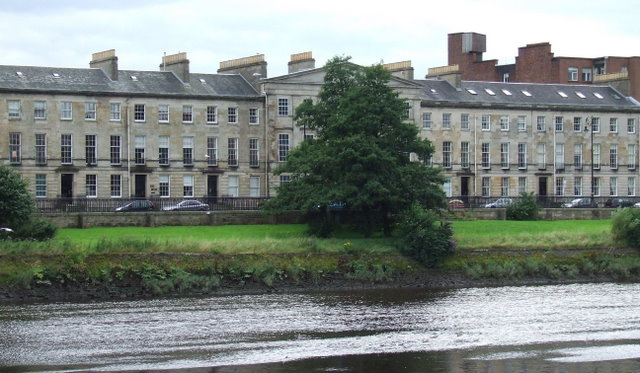
40–61 Carlton Place

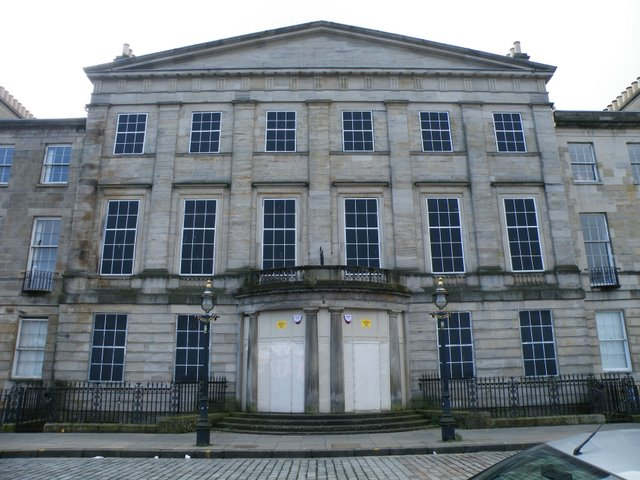
Laurieston House, 50–53 Carlton Place

Laurieston House ist eine Villa in der schottischen Stadt Glasgow. 1970 wurde die gesamte Gebäudezeile 40–61 Carlton Place, deren Zentralgebäude Laurieston House ist, in die schottischen Denkmallisten zunächst in der Kategorie B aufgenommen. Die Hochstufung in die höchste Denkmalkategorie A erfolgte 1986.

## Geschichte
Bauherr des 1802 begonnenen Komplexes war John Laurie. Den Entwurf lieferte der schottische Architekt Peter Nicholson. Der Komplex wurde erst 1818 fertiggestellt. Die letzten Arbeiten leitete der junge John Baird. 1902 wurden Teile der Gebäude 55–61 überarbeitet. Hierzu wurde Robert Duncan engagiert. Das Architekturbüro Philip Cocker & Partners führte die Restaurierung im Jahre 1991 durch. Die Maßnahme gewann 1994 den Civic Trust Award.

## Beschreibung
Laurieston House steht am Carlton Place am linken Clyde-Ufer unweit der South Portland Street Suspension Bridge. Die dreistöckige Gebäudezeile ist klassizistisch ausgestaltet. Ihre nordexponierte Frontfassade ist 35 Achsen weit. Zentral erhebt sich markant das sechs Achsen weite Laurieston House. Es ist mit einem segmentbögigen Portikus mit dorischen Säulen gestaltet. Sieben kolossale Pilaster gliedern seine Fassade vertikal. Er trägt einen Balkon mit Steinbalustrade. Die Fassade schließt mit einem wuchtigen Dreiecksgiebel.
Die umgebenden Häuser sind nicht symmetrisch aufgebaut. Ihre Fenster im ersten Obergeschoss sind mit Austritten und gusseisernen Geländern gearbeitet. Am Eckhaus Nr. 40 tritt ein Portikus mit ionischen Säulen und Dreiecksgiebel heraus. Die abschließenden Satteldächer sind mit Schiefer eingedeckt.